# Andrena anatolis
Andrena anatolis är en biart som beskrevs av Linsley och Macswain 1961. Andrena anatolis ingår i släktet sandbin, och familjen grävbin. Inga underarter finns listade i Catalogue of Life.